# Mimegralla diffundens
Mimegralla diffundens är en tvåvingeart som först beskrevs av Walker 1862.  Mimegralla diffundens ingår i släktet Mimegralla och familjen skridflugor.
Artens utbredningsområde är Moluckerna. Inga underarter finns listade i Catalogue of Life.